# Groupe G des éliminatoires du Championnat d'Europe de football 2020
 (décembre 2022).
Navigation
Groupe F Groupe H
Cet article donne les résultats des matches du groupe G des éliminatoires de l'Euro 2020.
Le Groupe G est composé de 6 équipes nationales européennes avec pour tête de série la Pologne. 
La Pologne (1re) et l'Autriche (2e) du groupe sont directement qualifiés pour la phase finale de la compétition. La Macédoine du Nord (vainqueur de son groupe en Ligue des Nations) et Israël joueront les barrages.

## Classement
| Rang | Équipe                | Pts | J  | G | N | P | Bp | Bc | Diff |  | Résultats (▼ dom., ► ext.) |     |     |     |     |     |     |
| ---- | --------------------- | --- | -- | - | - | - | -- | -- | ---- |  | -------------------------- | --- | --- | --- | --- | --- | --- |
| 1    | Pologne               | 25  | 10 | 8 | 1 | 1 | 18 | 5  | +13  |  | Pologne                    |     | 0-0 | 2-0 | 3-2 | 4-0 | 2-0 |
| 2    | Autriche              | 19  | 10 | 6 | 1 | 3 | 19 | 9  | +10  |  | Autriche                   | 0-1 |     | 2-1 | 1-0 | 3-1 | 6-0 |
| 3    | Macédoine du Nord (B) | 14  | 10 | 4 | 2 | 4 | 12 | 13 | -1   |  | Macédoine du Nord (B)      | 0-1 | 1-4 |     | 2-1 | 1-0 | 3-1 |
| 4    | Slovénie              | 14  | 10 | 4 | 2 | 4 | 16 | 11 | +5   |  | Slovénie                   | 2-0 | 0-1 | 1-1 |     | 3-2 | 1-0 |
| 5    | Israël (B)            | 11  | 10 | 3 | 2 | 5 | 16 | 18 | -2   |  | Israël (B)                 | 1-2 | 4-2 | 1-1 | 1-1 |     | 3-1 |
| 6    | Lettonie              | 3   | 10 | 1 | 0 | 9 | 3  | 28 | -25  |  | Lettonie                   | 0-3 | 1-0 | 0-2 | 0-5 | 0-3 |     |

- Sélection directement qualifiée pour l'Euro 2020

## Résultats et calendrier
| 1re journée        | Autriche                 | 0 - 1   | Pologne         | Stade Ernst-Happel, Vienne                               |                                                          |
| 21 mars 2019 20h45 |                          | (0 - 0) | 69e Piątek      | Spectateurs : 40 400 Arbitrage : Anastasios Sidiropoulos | Spectateurs : 40 400 Arbitrage : Anastasios Sidiropoulos |
| 21 mars 2019 20h45 | Dragović 51e · Alaba 81e | Rapport | 54e Bereszyński | Spectateurs : 40 400 Arbitrage : Anastasios Sidiropoulos | Spectateurs : 40 400 Arbitrage : Anastasios Sidiropoulos |

|       | Macédoine du Nord                                          | 3 - 1   | Lettonie            | Philip II Arena, Skopje                       |                                               |
| 20h45 | ( Pandev) Alioski 11e · Elmas 29e · ( Alioski) Elmas 90+3e | (2 - 0) | 87e (csc) Velkovski | Spectateurs : 7 043 Arbitrage : Halis Özkahya | Spectateurs : 7 043 Arbitrage : Halis Özkahya |
| 20h45 |                                                            | Rapport | 60e, 90+1e Cigaņiks | Spectateurs : 7 043 Arbitrage : Halis Özkahya | Spectateurs : 7 043 Arbitrage : Halis Özkahya |

|               | Israël                               | 1 - 1   | Slovénie   | Stade Sammy-Ofer, Haïfa                        |                                                |
| 20h45 (21h45) | ( Yeini) Zahavi 55e                  | (0 - 0) | 48e Šporar | Spectateurs : 12 430 Arbitrage : Tiago Martins | Spectateurs : 12 430 Arbitrage : Tiago Martins |
| 20h45 (21h45) | Natkho 29e · Dabour 50e · Peretz 86e | Rapport | 87e Jokić  | Spectateurs : 12 430 Arbitrage : Tiago Martins | Spectateurs : 12 430 Arbitrage : Tiago Martins |

| 2e journée                 | Israël                                                                      | 4 - 2   | Autriche                                                            | Stade Sammy-Ofer, Haïfa                            |                                                    |
| 24 mars 2019 18h00 (19h00) | ( Dasa) Zahavi 34e · ( Natkho) Zahavi 45e · ( Dasa) Zahavi 55e · Dabour 66e | (2 - 1) | 8e Arnautović (Žulj ) · 75e Arnautović                              | Spectateurs : 16 180 Arbitrage : Yevhen Aranovskiy | Spectateurs : 16 180 Arbitrage : Yevhen Aranovskiy |
| 24 mars 2019 18h00 (19h00) | Taha (en) 30e · Dgani (en) 52e · Zahavi 55e                                 | Rapport | 44e Lazaro · 58e Žulj · 60e Dragović · 65e Arnautović · 89e Onisiwo | Spectateurs : 16 180 Arbitrage : Yevhen Aranovskiy | Spectateurs : 16 180 Arbitrage : Yevhen Aranovskiy |

|       | Pologne                                              | 2 - 0   | Lettonie                                   | Stade National de Varsovie, Varsovie            |                                                 |
| 20h45 | ( Reca) Lewandowski 76e · ( Błaszczykowski) Glik 84e | (0 - 0) |                                            | Spectateurs : 51 112 Arbitrage : Aliyar Aghayev | Spectateurs : 51 112 Arbitrage : Aliyar Aghayev |
| 20h45 | Piątek 25e · Kędziora 69e                            | Rapport | 18e Dubra · 53e Maksimenko · 73e Ikaunieks | Spectateurs : 51 112 Arbitrage : Aliyar Aghayev | Spectateurs : 51 112 Arbitrage : Aliyar Aghayev |

|       | Slovénie               | 1 - 1   | Macédoine du Nord                                         | Stade Stožice, Ljubljana                                 |                                                          |
| 20h45 | ( Šporar) Zacj 34e     | (1 - 0) | 47e Bardhi                                                | Spectateurs : 9 872 Arbitrage : Xavier Estrada Fernández | Spectateurs : 9 872 Arbitrage : Xavier Estrada Fernández |
| 20h45 | Iličić 19e · Jokić 56e | Rapport | 14e Bejtulai · 18e Musliu · 18e Nestorovski · 19e Nikolov | Spectateurs : 9 872 Arbitrage : Xavier Estrada Fernández | Spectateurs : 9 872 Arbitrage : Xavier Estrada Fernández |

| 3e journée        | Autriche                       | 1 - 0   | Slovénie    | Wörthersee Stadion, Klagenfurt                    |                                                   |
| 7 juin 2019 20h45 | ( Arnautović) Burgstaller 74e  | (0 - 0) |             | Spectateurs : 19 200 Arbitrage : Aleksei Kulbakov | Spectateurs : 19 200 Arbitrage : Aleksei Kulbakov |
| 7 juin 2019 20h45 | Lazaro 80e · Burgstaller 90+3e | Rapport | 62e Črnigoj | Spectateurs : 19 200 Arbitrage : Aleksei Kulbakov | Spectateurs : 19 200 Arbitrage : Aleksei Kulbakov |

|       | Macédoine du Nord                 | 0 - 1   | Pologne                 | Philip II Arena, Skopje                          |                                                  |
| 20h45 |                                   | (0 - 0) | 47e Piątek              | Spectateurs : 25 000 Arbitrage : Gianluca Rocchi | Spectateurs : 25 000 Arbitrage : Gianluca Rocchi |
| 20h45 | Musliu 66e, 85e · Nestorovski 86e | Rapport | 28e Glik · 41e Bednarek | Spectateurs : 25 000 Arbitrage : Gianluca Rocchi | Spectateurs : 25 000 Arbitrage : Gianluca Rocchi |

|               | Lettonie                         | 0 - 3   | Israël                                                 | Stade Daugava, Riga                           |                                               |
| 20h45 (21h45) |                                  | (0 - 1) | 9e Zahavi · 59e Zahavi (Kayal ) · 80e Zahavi (Natkho ) | Spectateurs : 5 508 Arbitrage : Sergei Ivanov | Spectateurs : 5 508 Arbitrage : Sergei Ivanov |
| 20h45 (21h45) | Tobers 19e · Karašausks (en) 64e | Rapport | 89e Peretz                                             | Spectateurs : 5 508 Arbitrage : Sergei Ivanov | Spectateurs : 5 508 Arbitrage : Sergei Ivanov |

| 4e journée         | Macédoine du Nord                                     | 1 - 4   | Autriche                                                                                       | Philip II Arena, Skopje                        |                                                |
| 10 juin 2019 20h45 | ( Alioski) Hinteregger 18e (csc)                      | (1 - 1) | 39e Lazaro (Laimer ) · 62e (pen.) Arnautović · 82e Arnautović (Sabitzer ) · 86e (csc) Bejtulai | Spectateurs : 10 501 Arbitrage : Aleksei Eskov | Spectateurs : 10 501 Arbitrage : Aleksei Eskov |
| 10 juin 2019 20h45 | Elmas 26e · Bejtulai 61e · Velkovski 76e · Bardhi 84e | Rapport |                                                                                                | Spectateurs : 10 501 Arbitrage : Aleksei Eskov | Spectateurs : 10 501 Arbitrage : Aleksei Eskov |

|               | Lettonie                | 0 - 5   | Slovénie | Stade Daugava, Riga                          |                                              |
| 20h45 (21h45) |                         | (0 - 4) | 24e Črnigoj (Berić ) · 27e Črnigoj (Stojanović ) · 29e (pen.) Iličić · 44e Iličić (Jokić ) · 47e Zajc (Stojanović ) | Spectateurs : 4 011 Arbitrage : Kevin Clancy | Spectateurs : 4 011 Arbitrage : Kevin Clancy |
| 20h45 (21h45) | Tobers 29e · Kamešs 35e | Rapport | 41e Jokić | Spectateurs : 4 011 Arbitrage : Kevin Clancy | Spectateurs : 4 011 Arbitrage : Kevin Clancy |

|       | Pologne                                                                                            | 4 - 0   | Israël                    | Stade national de Varsovie, Varsovie            |                                                 |
| 20h45 | ( Kędziora) Piątek 35e · Lewandowski 56e (pen.) · ( Zieliński) Grosicki 59e · ( Milik) Kądzior 84e | (1 - 0) |                           | Spectateurs : 57 229 Arbitrage : Tobias Stieler | Spectateurs : 57 229 Arbitrage : Tobias Stieler |
| 20h45 | Krychowiak 26e                                                                                     | Rapport | 40e Zahavi · 45+2e Natkho | Spectateurs : 57 229 Arbitrage : Tobias Stieler | Spectateurs : 57 229 Arbitrage : Tobias Stieler |

| 5e journée                     | Israël                      | 1 - 1   | Macédoine du Nord    | Stade Turner, Beersheba                         |                                                 |
| 5 septembre 2019 20h45 (21h45) | Zahavi 55e                  | (0 - 0) | 64e Ademi (Alioski ) | Spectateurs : 15 200 Arbitrage : Andreas Ekberg | Spectateurs : 15 200 Arbitrage : Andreas Ekberg |
| 5 septembre 2019 20h45 (21h45) | Solomon 89e · Elhamed 90+3e | Rapport | 7e Nikolov           | Spectateurs : 15 200 Arbitrage : Andreas Ekberg | Spectateurs : 15 200 Arbitrage : Andreas Ekberg |

| 6 septembre 2019 | Autriche | 6 - 0   | Lettonie                                                                            | Red Bull Arena, Salzbourg                        |                                                  |
| 20h45            | Arnautović 7e · ( Laimer) Sabitzer 13e · Arnautović 53e (pen.) · Šteinbors 76e (csc) · Laimer 80e · Gregoritsch 84e | (2 - 0) |                                                                                     | Spectateurs : 16 300 Arbitrage : Robert Hennessy | Spectateurs : 16 300 Arbitrage : Robert Hennessy |
| 20h45            | | Rapport | 4e Pētersons (en) · 52e Bogdaškins (en) · 80e Laizāns · 81e Rugins · 87e Savaļnieks | Spectateurs : 16 300 Arbitrage : Robert Hennessy | Spectateurs : 16 300 Arbitrage : Robert Hennessy |

|       | Slovénie                                    | 2 - 0   | Pologne                                        | Stade Stožice, Ljubljana                        |                                                 |
| 20h45 | ( Šporar) Struna 35e · ( Iličić) Šporar 65e | (1 - 0) |                                                | Spectateurs : 15 231 Arbitrage : Sergei Karasev | Spectateurs : 15 231 Arbitrage : Sergei Karasev |
| 20h45 | Struna 4e · Stojanović 74e                  | Rapport | 37e Klich · 80e Krychowiak · 90+2e Bereszyński | Spectateurs : 15 231 Arbitrage : Sergei Karasev | Spectateurs : 15 231 Arbitrage : Sergei Karasev |

| 6e journée                     | Lettonie                                                 | 0 - 2   | Macédoine du Nord                     | Stade Daugava, Riga                         |                                             |
| 9 septembre 2019 20h45 (21h45) |                                                          | (0 - 2) | 14e Pandev (Elmas ) · 17e Bardhi      | Spectateurs : 2 724 Arbitrage : Espen Eskås | Spectateurs : 2 724 Arbitrage : Espen Eskås |
| 9 septembre 2019 20h45 (21h45) | Kamešs 43e · Maksimenko 47e · Ikaunieks 53e · Rugins 67e | Rapport | 37e Bejtulai · 69e Bardhi · 85e Ademi | Spectateurs : 2 724 Arbitrage : Espen Eskås | Spectateurs : 2 724 Arbitrage : Espen Eskås |

|       | Pologne                  | 0 - 0   | Autriche                                  | Stade national de Varsovie, Varsovie           |                                                |
| 20h45 |                          | (0 - 0) |                                           | Spectateurs : 56 788 Arbitrage : Viktor Kassai | Spectateurs : 56 788 Arbitrage : Viktor Kassai |
| 20h45 | Klich 85e · Bielik 90+3e | Rapport | 8e Arnautović · 33e Sabitzer · 46e Laimer | Spectateurs : 56 788 Arbitrage : Viktor Kassai | Spectateurs : 56 788 Arbitrage : Viktor Kassai |

|       | Slovénie                                                                  | 3 - 2   | Israël                                       | Stade Stožice, Ljubljana                        |                                                 |
| 20h45 | ( Iličić) Verbič 43e · ( Šporar) Roman Benzjak 66e · ( Kurtić) Verbič 90e | (1 - 0) | 50e Natkho (Solomon ) · 62e Zahavi (Dabour ) | Spectateurs : 10 669 Arbitrage : Anthony Taylor | Spectateurs : 10 669 Arbitrage : Anthony Taylor |
| 20h45 | Roman Benzjak 57e · Iličić 58e · Verbič 90+1e                             | Rapport | 6e Taha (en) · 45+1e Peretz                  | Spectateurs : 10 669 Arbitrage : Anthony Taylor | Spectateurs : 10 669 Arbitrage : Anthony Taylor |

| 7e journée            | Autriche                                                                           | 3 - 1   | Israël                  | Stade Ernst-Happel, Vienne                      |                                                 |
| 10 octobre 2019 20h45 | ( Arnautović) Lazaro 41e · ( Laimer) Hinteregger 56e · ( Gregoritsch) Sabitzer 88e | (1 - 1) | 34e Zahavi (Dabour )    | Spectateurs : 26 200 Arbitrage : William Collum | Spectateurs : 26 200 Arbitrage : William Collum |
| 10 octobre 2019 20h45 | Baumgartlinger 31e · Posch 47e                                                     | Rapport | 47e Dabour · 55e Bitton | Spectateurs : 26 200 Arbitrage : William Collum | Spectateurs : 26 200 Arbitrage : William Collum |

|       | Macédoine du Nord                                      | 2 - 1   | Slovénie            | Philip II Arena, Skopje                         |                                                 |
| 20h45 | ( Pandev) Elmas 50e · ( Ademi) Elmas 68e               | (0 - 0) | 90+5e (pen.) Iličić | Spectateurs : 16 500 Arbitrage : Danny Makkelie | Spectateurs : 16 500 Arbitrage : Danny Makkelie |
| 20h45 | Pandev 27e · Musliu 42e · Ristovski 43e · Zajkov 90+4e | Rapport | 43e Kurtić          | Spectateurs : 16 500 Arbitrage : Danny Makkelie | Spectateurs : 16 500 Arbitrage : Danny Makkelie |

|               | Lettonie       | 0 - 3   | Pologne                                                                                 | Stade Daugava, Riga                           |                                               |
| 20h45 (21h45) |                | (0 - 2) | 9e Lewandowski (Szymański ) · 13e Lewandowski (Grosicki ) · 76e Lewandowski (Grosicki ) | Spectateurs : 7 107 Arbitrage : Halis Özkahya | Spectateurs : 7 107 Arbitrage : Halis Özkahya |
| 20h45 (21h45) | Maksimenko 52e | Rapport |                                                                                         | Spectateurs : 7 107 Arbitrage : Halis Özkahya | Spectateurs : 7 107 Arbitrage : Halis Özkahya |

| 8e journée            | Pologne                                                  | 2 - 0   | Macédoine du Nord                                                                             | Stade national de Varsovie, Varsovie                 |                                                      |
| 13 octobre 2019 20h45 | ( Lewandowski) Frankowski 74e · ( Lewandowski) Milik 80e | (0 - 0) |                                                                                               | Spectateurs : 52 894 Arbitrage : Antonio Mateu Lahoz | Spectateurs : 52 894 Arbitrage : Antonio Mateu Lahoz |
| 13 octobre 2019 20h45 | Bednarek 35e · Szymański 39e · Reca 66e                  | Rapport | 13e Pandev · 19e Nikolov · 33e Nestorovski · 62e Spirovski · 67e Ezdzhan Alioski · 80e Musliu | Spectateurs : 52 894 Arbitrage : Antonio Mateu Lahoz | Spectateurs : 52 894 Arbitrage : Antonio Mateu Lahoz |

|       | Slovénie                                   | 0 - 1   | Autriche                                                | Stade Stožice, Ljubljana                      |                                               |
| 20h45 |                                            | (0 - 1) | 21e Posch (Lazaro )                                     | Spectateurs : 15 108 Arbitrage : Cüneyt Çakir | Spectateurs : 15 108 Arbitrage : Cüneyt Çakir |
| 20h45 | Struna 16e · Bezjak 67e · Popović (en) 89e | Rapport | 36e Ulmer · 64e Hinteregger · 87e Laimer · 90e Sabitzer | Spectateurs : 15 108 Arbitrage : Cüneyt Çakir | Spectateurs : 15 108 Arbitrage : Cüneyt Çakir |

| 15 octobre 2019 | Israël                                                    | 3 - 1   | Lettonie                                             | Stade Turner, Beersheba                       |                                               |
| 20h45 (21h45)   | ( Tawatha) Dabour 16e · Zahavi 26e · ( Zahavi) Dabour 42e | (3 - 1) | 40e Kamešs (Gutkovskis )                             | Spectateurs : 9 150 Arbitrage : Arnold Hunter | Spectateurs : 9 150 Arbitrage : Arnold Hunter |
| 20h45 (21h45)   | Glazer (en) 56e                                           | Rapport | 19e Ošs (en) · 64e Ikaunieks · 87e Černomordijs (en) | Spectateurs : 9 150 Arbitrage : Arnold Hunter | Spectateurs : 9 150 Arbitrage : Arnold Hunter |

| 9e journée             | Slovénie                     | 1 - 0   | Lettonie                                                            | Stade Stožice, Ljubljana                       |                                                |
| 16 novembre 2019 18h00 | ( Iličić) Tarasovs 53e (csc) | (0 - 0) |                                                                     | Spectateurs : 11 224 Arbitrage : Radu Petrescu | Spectateurs : 11 224 Arbitrage : Radu Petrescu |
| 16 novembre 2019 18h00 | Struna 14e · Verbič 70e      | Rapport | 23e Gutkovskis · 47e Fjodorovs (en) · 58e Ošs (en) · 59e Savaļnieks | Spectateurs : 11 224 Arbitrage : Radu Petrescu | Spectateurs : 11 224 Arbitrage : Radu Petrescu |

|       | Autriche                                    | 2 - 1   | Macédoine du Nord           | Stade Ernst-Happel, Vienne                      |                                                 |
| 20h45 | ( Lainer) Alaba 7e · ( Sabitzer) Lainer 48e | (1 - 0) | 90+3e Stojanovski (Bardhi ) | Spectateurs : 41 100 Arbitrage : Michael Oliver | Spectateurs : 41 100 Arbitrage : Michael Oliver |
| 20h45 | Rapport                                     |         |                             | Spectateurs : 41 100 Arbitrage : Michael Oliver | Spectateurs : 41 100 Arbitrage : Michael Oliver |

|               | Israël     | 1 - 2   | Pologne                    | Stade Teddy, Jérusalem                              |                                                     |
| 20h45 (21h45) | Dabour 88e | (0 - 1) | 4e Krychowiak · 54e Piątek | Spectateurs : 16 700 Arbitrage : Mattias Gestranius | Spectateurs : 16 700 Arbitrage : Mattias Gestranius |
| 20h45 (21h45) | Bitton 43e | Rapport | 57e Bielik                 | Spectateurs : 16 700 Arbitrage : Mattias Gestranius | Spectateurs : 16 700 Arbitrage : Mattias Gestranius |

| 10e journée            | Macédoine du Nord        | 1 - 0   | Israël                                                          | Philip II Arena, Skopje                      |                                              |
| 19 novembre 2019 20h45 | Nikolov 45+2e            | (1 - 0) |                                                                 | Spectateurs : 5 573 Arbitrage : Paolo Valeri | Spectateurs : 5 573 Arbitrage : Paolo Valeri |
| 19 novembre 2019 20h45 | Bardhi 29e · Nikolov 60e | Rapport | 35e Glazer (en) · 35e Saba (en) · 82e Menahem (en) · 88e Dabour | Spectateurs : 5 573 Arbitrage : Paolo Valeri | Spectateurs : 5 573 Arbitrage : Paolo Valeri |

|               | Lettonie                           | 1 - 0   | Autriche     | Stade Daugava, Riga                                           |                                                               |
| 20h45 (21h45) | ( Savaļnieks) Ošs (en) 65e         | (0 - 0) |              | Spectateurs : 2 781 Arbitrage : Alejandro Hernández Hernández | Spectateurs : 2 781 Arbitrage : Alejandro Hernández Hernández |
| 20h45 (21h45) | Ikaunieks (en) 25e · Šteinbors 72e | Rapport | 55e Ilsanker | Spectateurs : 2 781 Arbitrage : Alejandro Hernández Hernández | Spectateurs : 2 781 Arbitrage : Alejandro Hernández Hernández |

|       | Pologne                                                   | 3 - 2   | Slovénie                                    | Stade national de Varsovie, Varsovie            |                                                 |
| 20h45 | Szymański 3e · Lewandowski 54e · ( Grosicki) Góralski 81e | (1 - 1) | 14e Matavž (Iličić ) · 61e Iličić (Matavž ) | Spectateurs : 53 946 Arbitrage : Daniel Siebert | Spectateurs : 53 946 Arbitrage : Daniel Siebert |
| 20h45 | Reca 32e · Krychowiak 70e · Kędziora 85e                  | Rapport | 2e, 86e Kurtić                              | Spectateurs : 53 946 Arbitrage : Daniel Siebert | Spectateurs : 53 946 Arbitrage : Daniel Siebert |

## Statistiques

### Liste des buteurs
| 11 buts - Eran Zahavi 6 buts - Marko Arnautović - Robert Lewandowski 4 buts - Moanes Dabour - Elif Elmas - Krzysztof Piątek - Josip Iličić 2 buts - Valentino Lazaro - Marcel Sabitzer - Enis Bardhi - Domen Črnigoj - Andraž Šporar - Benjamin Verbič - Miha Zajc | 1 but - David Alaba - Guido Burgstaller - Michael Gregoritsch - Martin Hinteregger - Konrad Laimer - Stefan Lainer - Stefan Posch - Bibras Natkho - Vladimirs Kamešs - Mārcis Ošs (en) - Arijan Ademi - Ezgjan Alioski - Boban Nikolov - Goran Pandev - Vlatko Stojanovski | - Przemysław Frankowski - Kamil Glik - Damian Kądzior - Grzegorz Krychowiak - Arkadiusz Milik - Sebastian Szymański - Roman Bezjak - Tim Matavž - Aljaž Struna Contre son camp (csc) - Martin Hinteregger (pour la Macédoine du Nord) - Pāvels Šteinbors (pour l'Autriche) - Igors Tarasovs (pour la Slovénie) - Egzon Bejtulai (pour l'Autriche) - Darko Velkovski (pour la Lettonie) |

### Liste des passeurs
| 4 passes décisives - Josip Iličić 3 passes décisives - Kamil Glik - Konrad Laimer - Ezgjan Alioski - Andraž Šporar 2 passes décisives - Robert Lewandowski - Marko Arnautović - Marcel Sabitzer - Goran Pandev - Petar Stojanović - Moanes Dabour - Eli Dasa - Bibras Natkho | 1 passe décisive - Tomasz Kędziora - Arkadiusz Milik - Arkadiusz Reca - Sebastian Szymański - Piotr Zieliński - Michael Gregoritsch - Stefan Lainer - Valentino Lazaro - Peter Žulj | - Arijan Ademi - Enis Bardhi - Elif Elmas - Biram Kayal - Manor Solomon - Taleb Twatiha - Sheran Yeini - Eran Zahavi - Vladislavs Gutkovskis - Roberts Savaļnieks |

## Discipline
Un joueur est automatiquement suspendu pour le match suivant :
- S'il cumule trois avertissements (cartons jaunes) lors de trois matchs différents.
- S'il se voit décerner une exclusion de terrain (carton rouge).
- S'il cumule cinq avertissements lors de matchs différents.
- Pour chaque avertissement à partir du cinquième.
  - En cas d’infraction grave, l’Instance de contrôle, d’éthique et de discipline de l'UEFA est habilitée à aggraver la sanction, y compris en l'étendant à d'autres compétitions.

| Joueurs             | Cartons | Suspensions                                    |
| ------------------- | --- | ---------------------------------------------- |
| Cigaņiks            | 1re journée, contre Macédoine du Nord (21 mars 2019)                                                                                               | 2e journée, contre Pologne (24 mars 2019)      |
| Visar Musliu        | 3e journée, contre Pologne (7 juin 2019) | 4e journée, contre Autriche (10 juin 2019)     |
| Visar Musliu        | 2e journée, contre Slovénie (24 mars 2019) · 7e journée, contre Slovénie (10 octobre 2019) · 8e journée, contre Pologne (13 octobre 2019)          | 9e journée, contre Autriche (16 novembre 2019) |
| Bojan Jokić         | 1re journée, contre Israël (21 mars 2019) · 2e journée, contre Macédoine du Nord (24 mars 2019) · 4e journée, contre Lettonie (10 juin 2019)       | 5e journée, contre Pologne (6 septembre 2019)  |
| Egzon Bejtulai      | 2e journée, contre Slovénie (24 mars 2019) · 4e journée, contre Autriche (10 juin 2019) · 6e journée, contre Lettonie (9 septembre 2019)           | 7e journée, contre Slovénie (10 octobre 2019)  |
| Dor Peretz          | 1re journée, contre Slovénie (21 mars 2019) · 3e journée, contre Lettonie (7 juin 2019) · 6e journée, contre Slovénie (9 septembre 2019)           | 7e journée, contre Autriche (10 octobre 2019)  |
| Vitālijs Maksimenko | 2e journée, contre Pologne (24 mars 2019) · 6e journée, contre Macédoine du Nord (9 septembre 2019) · 7e journée, contre Pologne (10 octobre 2019) | 8e journée, contre Israël (15 octobre 2019)    |
| Ilija Nestorovski   | 2e journée, contre Slovénie (24 mars 2019) · 3e journée, contre Pologne (7 juin 2019) · 8e journée, contre Pologne (13 octobre 2019)               | 9e journée, contre Autriche (16 novembre 2019) |
| Boban Nikolov       | 2e journée, contre Slovénie (24 mars 2019) · 5e journée, contre Israël (5 septembre 2019) · 8e journée, contre Pologne (13 octobre 2019)           | 9e journée, contre Autriche (16 novembre 2019) |
| Jānis Ikaunieks     | 2e journée, contre Pologne (24 mars 2019) · 6e journée, contre Macédoine du Nord (6 septembre 2019) · 8e journée, contre Israël (15 octobre 2019)  | 9e journée, contre Slovénie (16 novembre 2019) |
| Denis Popović (en)  | 8e journée, contre Autriche (13 octobre 2019) | 9e journée, contre Lettonie (16 novembre 2019) |
| Aljaž Struna        | 5e journée, contre Pologne (6 septembre 2019) · 8e journée, contre Autriche (13 octobre 2019) · 9e journée, contre Lettonie (16 novembre 2019)     | 10e journée, contre Pologne (19 novembre 2019) |